# Lettre de rémission

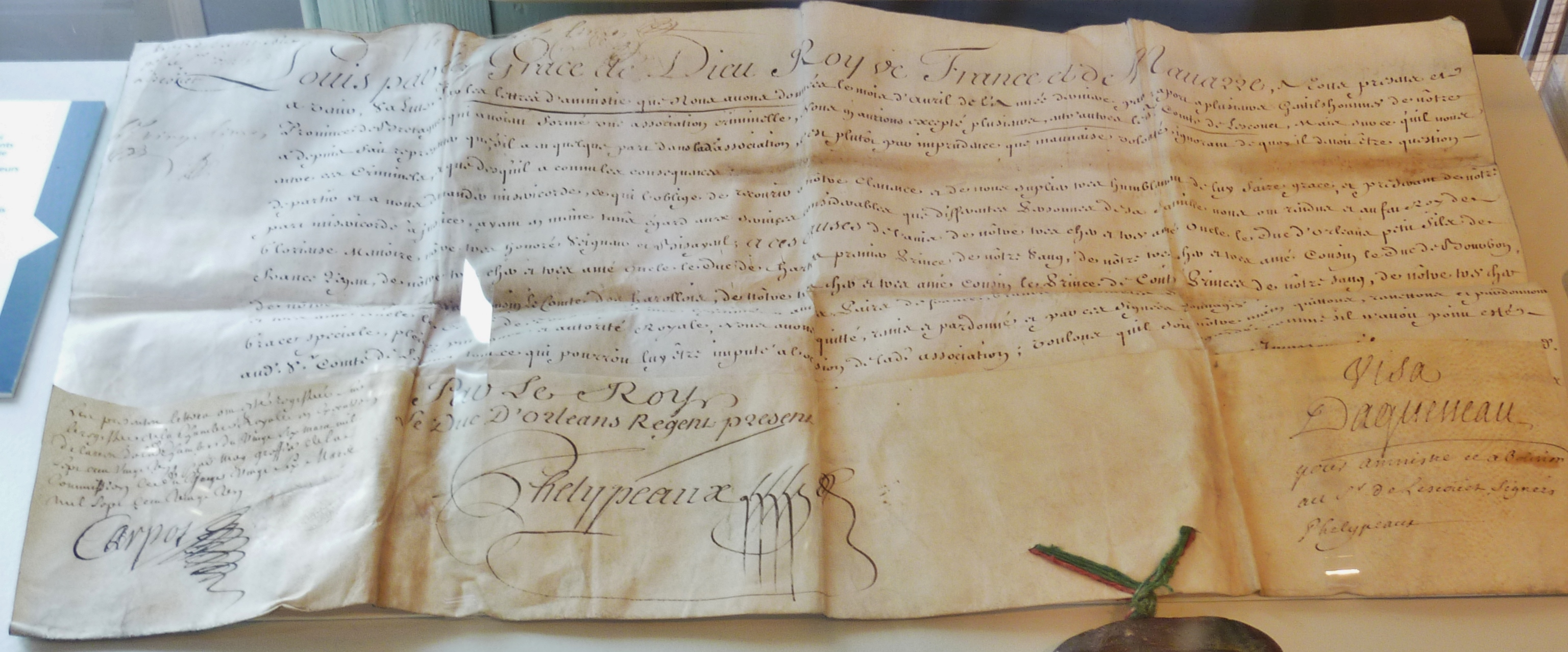
Письмо о помиловании (1721) в отношении Ива Алена Барбье де Лискоэ после его участия в заговоре маркиза де Понкаллека

Lettre de rémission ([леттр дё ремиссьо́н]; с фр. — «письмо [грамота] о помиловании») — в средневековой Франции, а также и в более позднее время, официальный документ, который выдавался королевской канцелярией просителям, осуждённым (ожидавшим приговора) за правонарушения (уголовные, гражданские). В нём подтверждалось, что несмотря на совершённое правонарушение, монарх дарует прощение тому или иному человеку (реже — группе лиц). Причём монарх мог вмешаться в судебный процесс на любой стадии и вынести своё решение. Таким образом, несмотря на вынесенный в отношении просителя приговор независимо от юрисдикции суда (королевского, сеньориального, церковного, городского суда) признавался недействительным. Посредством такого решения правонарушитель восстанавливал своё общественное положение, получал обратно конфискованное имущество, хотя и был обязан возместить истцу судебные затраты, а в некоторых случаях компенсировать причинённый ущерб.
Формирование института изъятия из общего правила относят во Франции к XII веку. Право на монаршее помилование обосновывали на основании нормы канонического (церковного) права, представленной в так называемом «декрете Грациана» (Concordia discordantium canonum): изъятием признаётся временное смягчение суровости закона в силу необходимости или пользы для Церкви. Первое из сохранившихся писем о помиловании датируется маем 1304 года, то есть относится к периоду правления короля Филиппа IV. Регистры писем о помиловании являются одной из наиболее полных серий средневековых юридических документов Франции, а также одним из наиболее представленных источников в историографии средних веков. Так, в правление Карла VI писем о помиловании было даровано более 7 500. При нём же появляется разновидность королевского помилования: письма о полном освобождении (les lettres d’abolition générale). Правом помилования обладал не только король, но и некоторые сеньоры (герцоги Бургундии, виконты де Тюренн и др.). В тех случаях, если король по каким-либо причинам отсутствовал, то правом дарования помилования обладали его уполномоченные лица (например, коннетабль). Однако их решение всё-таки должен был в конечном итоге утвердить король. Кроме Франции институт королевского помилования был распространён и в Англии, причём там ещё в первой половине XV века письма составлялись на французском языке.

## Процедура
Чтобы добиться монаршего помилования, в первую очередь необходимо было обратиться с устной просьбой к суду. Это мог сделать как сам проситель (le rémissionnaire), так и кто-то из его близких (из числа родственников или друзей). После этого члены палаты прошений Парижского парламента (высший судебный орган королевства) изучали отдельно каждое такое дело и передавали собранную информацию в королевский совет, где принималось решение, имеются ли основания для обращения с письменной просьбой со стороны ответчика, или нет. Если решение было положительным для обвиняемой стороны, то её представители должны были обратиться в королевскую канцелярию, где за них составлялось прошение. После этого осуществлялась его регистрация. В содержании письма о помиловании должны были входить: детали совершения правонарушения; условия, факторы, вызвавшие его; судебные меры по его расследованию; детали претензий и требований истца; доводы ответчика; содержание судебного приговора. После положительного рассмотрения дела и получения письма о помиловании его предоставляли судье, который вынес обвинительный приговор. В результате помилование ратифицировалось, а сам обвинительный процесс аннулировался. Другая копия письма предъявлялась истцу или его близким родственникам для того, чтобы они могли истребовать не только возмещения судебных издержек, но и денежной компенсации за полученный ущерб.
Другой формой помилования в средневековой Франции служило публичное покаяние (amende honorable), в том числе такая его специфическая разновидность, как снятие с виселицы.